# Индульгенция (гурт)
Индульгенция — російський панк-рок гурт, створений 6 лютого 2006 року у Калінінграді. Назва гурту базується на терміні «Індульгенція», що означає відпущення всіляких покарань та гріхів. У текстах пісень гурту можна помітити порушення багатьох проблем, таких як самогубство, захист та анархізм. Також у деяких піснях гурт засуджує інтернет-активістів, міліцію та владу. За 6 років творчості гурт випустив 7 студійних альбомів, декілька спліт-альбомів, зняв 6 кліпів та випустив сингл під назвою «Медвепут», присвячений Дмитрові Медведєву.

## Склад гурту
- Voice — Олексій (Красный)
- Guitar scream — Роман (GobliN)
- Bass — Євген (Жук)
- Drum — Дмитро (Белый)

## Дискографія

### Альбоми
- Панк движение (2007)
- Total democracy (2008)
- Вне политики (2009)
- Global Conflict (2010)
- Я враг государства (2011)
- Свобода от рабства [2012]
- Борьба за выживание [2013]

### Кліпи
| Рік        | Назва                  |
| ---------- | ---------------------- |
| 28.11.2008 | «Самозащита»           |
| 2009       | «Равенство» (live)     |
| 2009       | «Протест»              |
| 2009       | «Суицид»               |
| 2010       | «Ментовский беспредел» |
| 2010       | «Интернет-Активисты»   |